# Comté de Brome
Pour les articles homonymes, voir Brome (homonymie).
Le comté de Brome était un comté municipal du Québec ayant existé entre 1855 et le début des années 1980. Le territoire qu'il couvrait est aujourd'hui situé dans la région de l'Estrie et est composé de parties des MRC de Brome-Missisquoi et de Memphrémagog. Son chef-lieu était le village de Knowlton, devenu Lac-Brome en 1971.

## Municipalités situées dans le comté
- Bolton-Est
- Bolton-Ouest
- Brigham
- Brome (village)
- East Farnham
- Eastman
- Lac-Brome, regroupant en 1971 :
  - Brome (canton)
  - Foster
  - Knowlton
- Potton
- Saint-Étienne-de-Bolton
- Sutton

## Origine du nom
Le nom du comté de Brome provient du nom d'un manoir dans la paroisse de Barham dans le comté de Kent en Angleterre qui, lui, provient du nom d'une plante, le genêt (en anglais, « broom »). Le nom a été choisi par des arpenteurs britanniques pour un des cantons qui ont formé le comté de Brome.

## Description
Du point de vue topographique, la partie de l'est du comté de Brome est situé dans les Appalaches, ce qui donne des collines arrondies, tandis que sa partie ouest se trouve dans les plaines de la rivière Richelieu. Le comté prend la forme d'une lettre « L » irrégulière et à l'envers.  
Le sud du comté était défini par la frontière entre le Canada et les États-Unis, l'est par le lac Memphrémagog et le comté de Sherbrooke, le nord par le comté de Shefford et l'ouest par les comtés de Rouville et de Missisquoi.  
Le comté de Brome est divisé en cinq cantons, trois au nord et deux au sud. Ceux du nord sont, de l'est à l'ouest, les cantons de Bolton, de Brome et de Farnham. Ceux du sud sont, de l'est à l'ouest, les cantons de Potton et de Sutton. Parmi les aspects physiques sont à noter le mont Brome, le mont Sutton et le lac Brome qui se jette dans la rivière Yamaska. 